# Башкалия
Башкалия (рум. Bașcalia) — село в Бессарабском районе Республики Молдова. Относится к сёлам, не образующим коммуну.

## География
Село расположено на высоте 109 метров над уровнем моря. Недалеко от западной окраины села в направлении с севера на юг протекает река Лунгуца (правый приток реки Лунга, водосборный бассейн реки Ялпуг). Также в 3,0 км юго-восточнее села, из дождевого источника берёт своё начало река Авдарма (правый приток реки Лунга), однако постоянным источником питания реки считается родник, находящийся в 2,7 км от дождевого источника вниз по руслу и в 1,5 км севернее села Авдарма.

## История
Башкалия — небольшое село на юго-востоке Республики Молдова, примерно в 100 км от столицы Кишинева. В нем проживает около 2500 румыноязычных жителей.
Климат Юго-Восточной Европы континентальный, характеризуется жарким и сухим летом и морозной зимой со снегом.
Преобладающим видом экономической деятельности является сельское хозяйство - пшеница и виноградники с красными винами бордоского типа.
Село Башкалия было основано в промежутке между одной из последних волн русской колонизации недавно отделенoго от Молдавского Kняжeствa региона - Бессарабии после 1812 года, оно отсутствовало в списках населенных пунктов в 1822 году и уже числилось болгарской колонией в 1827 году. Первый список жителей Башкалии в 1832 году содержал имена 32 семей, из которых около половины были болгарами, а также мунтенцами, молдаванами и гагаузами.
Существует несколько легенд о его названии. Одни рассказывают, что название региона происходит от Bășcălie, румынского прилагательного, которое может означать диссонирующий или беспорядочный, и история гласит, что на начальном этапе село было сформировано мигрантами из разных регионов, говорящими на разных языках и диалектах. Они были преимущественно болгарами в процессе колонизации Бессарабии Российской империей, но также и другие этнические группы, утверждающие, что они тоже были болгарами, чтобы извлечь выгоду из предложенной земли и защиты от османов, таких как задунайцы - румыны из Добруджи и Мунтении, гагаузы или христианизированные турки, молдаване - беглецы от бояр Северной Бессарабии и т. д. Это подтверждается этимологией списков фамилий из первой переписи 1932 года: Тарлев и Златов – болгары, Ябанжи и Демержи – гагаузы, Ворник – румыны и т.д.
Другая поговорка гласит, что преобладающая этническая группа болгарских колонистов, при ее основании принесла название своего родного села Башкалия из Варненского округа XIX века в Болгарии – Западного Причерноморья, которое находилось под ожесточенными боями между Российской и Османской империями.
Третий сценарий заключается в том, что новоиспеченные колонисты построили свое новое поселение на башке — татарском существительном для места с садами, принадлежащими ранее жившим здесь в татарском селе, которое было перселено в глубину Царской империи.
Согласно некоторым источникам, в 1830 году в селе проживало 495 болгар, переселенцев из села Изворник в Варненской области. К 1863 году было зарегистрировано 88 домохозяйств и 539 жителей, согласно данным Географическо-статистического словаря Российской империи: «Башкалія, болгар. колон., Бессарабс. обл., Бендерскаго у., Верхнебуджакскаго окр., въ 71 вер. къ ю.-з. отъ у. г-да, при балкѣ того же имени, выходящей въ р. Лунгуцу. Основана въ 1830 г. Болгарами и Молдаванами. Ч. ж. 539 д. об. п., 88 дв., православ. молитв. домъ, 4,050 дес. земли.»
Российская историография утверждает, что в 1918—1940 годах, в период румынского правления, начинаются процессы румынизации болгарских жителей. По данным официальной румынской статистики за 1930 год в селе проживало 2272 человека, из которых 2017 румын, 205 болгар, 37 гагаузов, 13 евреев. 2202 из них объявили родным языком румынский, 52 болгарский, 6 турецкий и 13 идиш. На самом деле, этот закономерный процесс румынизации происходил из-за того, что количество румыноязычного населения присутствовало с самого начала, церковь периодически проводила службы на румынском языке в 19 и 20 веках, между 1918-1940 годами этот регион был частью Румынии, а после 1944 года администрация здесь была установлена на «молдавском языке», с 1989 года - румынском языке.
В настоящее время Башкалия сильно страдает от миграции, сократившись с примерно 5000 жителей в 1995 году до примерно 2800 в 2014 году. В промежутках между ними большинство башкалийцев мигрировали в столицу Кишинев, в Италию, Францию, Германию и Россию.

## Население
По данным переписи населения 2004 года, в селе Башкалия проживает 3903 человека (1953 мужчины, 1950 женщин).
Этнический состав села:
| Национальность | Число жителей | Процентный состав |
| -------------- | ------------- | ----------------- |
| молдаване      | 3840          | 98.39             |
| гагаузы        | 36            | 0.92              |
| русские        | 11            | 0.28              |
| украинцы       | 6             | 0.15              |
| румыны         | 6             | 0.15              |
| болгары        | 1             | 0.03              |
| прочие         | 3             | 0.08              |
| Всего          | 3903          | 100 %             |

## Известные уроженцы
- Дьяков, Дмитрий Георгиевич (род. 1952) — молдавский политик, председатель Парламента Республики Молдова с 23 апреля 1998 по 13 марта 2001 года.
- Тарлев, Василий Павлович (род. 1963) — молдавский политик, Премьер-министр Республики Молдова с 19 апреля 2001 — 19 марта 2008 года (и. о. 19—31 марта 2008).
- Маноле, Домника Степановна (род. 1961) — молдавская судья, председатель Конституционного суда Республики Молдова с 10 ноября 2023 года. Председатель Конституционного суда Республики Молдова с 23 апреля 2020 года по 25 апреля 2023 года, судья Конституционного суда Республики Молдова с 16 августа 2019 года.